# Rauia spicata
Rauia spicata är en vinruteväxtart som beskrevs av Haye. Rauia spicata ingår i släktet Rauia och familjen vinruteväxter. Inga underarter finns listade i Catalogue of Life.